# トリパラノール
トリパラノール（Triparanol (INN, BAN) ；商品名および開発コードMER/29、その他多くの商品名）は、最初の合成コレステロール低下薬である 。1959年に特許を取得し、1960年にアメリカ合衆国に導入された。トリパラノールの開発コードネームであるMER/29は非常によく知られるようになり、この薬の登録商標名となった。吐き気や嘔吐、不可逆的な白内障による視力低下、脱毛症、皮膚障害（乾皮症、痒み、落屑、「魚鱗」のような質感など）、アテローム性動脈硬化の促進などの重篤な副作用のため、1962年に市場から撤退した。現在では時代遅れとされる。
この薬は、コレステロール生合成の最終段階であるデスモステロールからコレステロールへの変換を触媒する24-デヒドロコレステロール還元酵素を阻害することによって作用する。コレステロール値の低下には効果的であるが、その結果、デスモステロールが組織に蓄積し、これがトリパラノールの副作用の原因となる。スタチンとは異なり、トリパラノールはコレステロール生合成の律速酵素であるHMG-CoAレダクターゼを阻害せず、トリパラノールとは対照的に、スタチンはデスモステロールのような中間体の蓄積を招くことなくコレステロール値を低下させることができる。
エストロゲンはコレステロール値を下げることが知られているが、男性において女性化乳房や性欲減退などの副作用をもたらす。明確なエストロゲン作用はないが、コレステロール値を下げる薬の開発が望まれていた。トリパラノールはトリフェニルエタノールであり、非ステロイド性トリフェニルエチレンエストロゲンであるクロロトリアニセン（TACE）に由来する 。非ステロイド性トリフェニルエタノール系抗エストロゲン薬であるエタモキシトリフェトール（MER-25）は、トリパラノールの誘導体である。選択的エストロゲン受容体修飾薬であるクロミフェンもまた、トリパラノールと構造的に関連している。トリパラノールの開発者は、他のエストロゲン作用のない脂質低下作用から、冗談で「非エストロゲン性エストロゲン」と呼んだ。